# Marklowice (Śląsk Cieszyński)

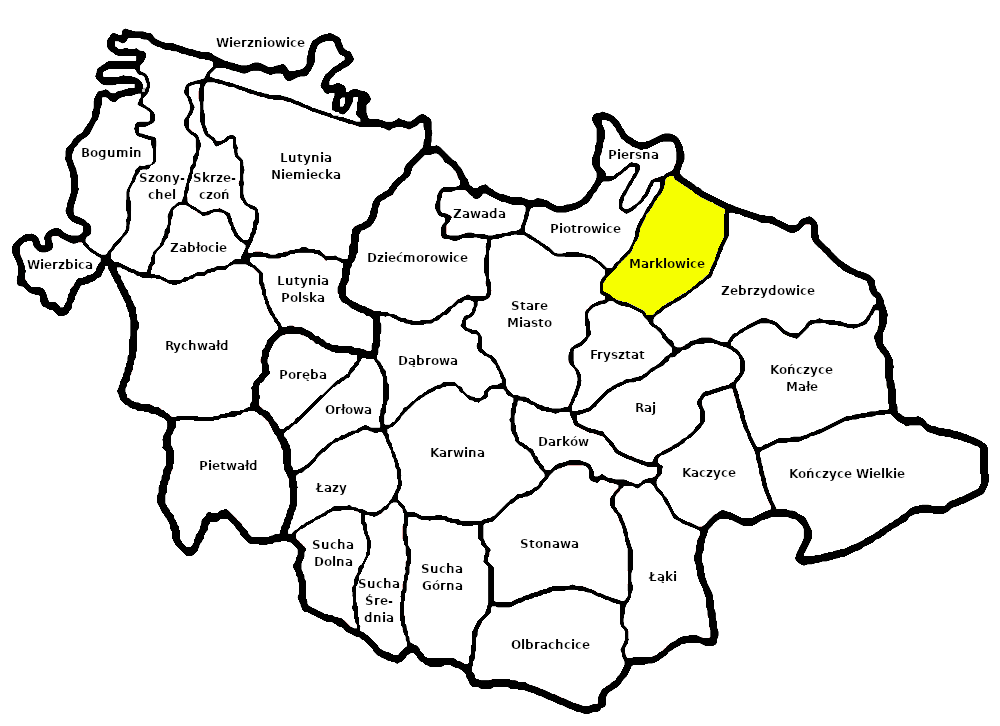
     Gmina Marklowice w powiecie politycznym Frysztat
Marklowice (cz. Marklovice, niem. Marklowitz) – dawna gmina jednostkowa na Śląsku Cieszyńskim, do 1919 należąca do powiatu frysztackiego na Śląsku Austriackiego, jednego z krajów koronnych Cesarstwa Austrii. Obecnie przedzielona granicą czesko-polską:
- Marklowice Dolne (czes. Dolní Marklovice, niem. Nieder-Marklowitz)
  - Dawna wieś, od 1920 w Czechosłowacji (powiat frysztacki), w 1938-39 – po aneksji Zaolzia – w Polsce (II RP) jako wieś i gmina jednostkowa w województwie śląskim, w powiecie frysztackim; po wojnie ponownie w Czechosłowacji.
  - Obecnie (od 1952) część gminy Piotrowice koło Karwiny w kraju morawsko-śląskim, w powiecie Karwina w Czechach.
- Marklowice Górne (czes. Horní Marklovice, niem. Ober-Marklowitz)
  - Od 1920 wieś i gmina jednostkowa w Polsce (II RP), w województwie śląskim, w powiecie cieszyńskim.
  - Obecnie (nadal) samodzielna wieś w województwie śląskim, w powiecie cieszyńskim, w gminie Zebrzydowice.

Według austriackiego spisu ludności z 1900 gmina Marklowice miała obszar 961 hektarów, zamieszkałych przez 1212 mieszkańców w 174 budynkach, co dawało gęstość zaludnienia równą 126,1 os./km². z tego w Marklowicach Górnych mieszkało 423 osób w 60 budynkach. 418 (98,8%) było katolikami, 1 (0,2%) ewangelikiem, 4 (0,9%) wyznawcami judaizmu, 410 (96,9%) było polsko- a 5 (1,2%) niemieckojęzycznymi. Do 1910 roku liczba budynków wzrosła do 70 a mieszkańców do 530, z czego 524 było zameldowanych na stałe, 514 (98,1%) było polsko- a 10 (1,9%) niemieckojęzycznymi, zaś wszyscy mieszkańcy byli katolikami. Dla porównania w tym samym roku w Marklowicach Dolnych w 126 domach mieszkało 982 osób w 130 domach.
W 1920 doszło do podziału Śląska Cieszyńskiego jak również Marklowic. Dolne znalazły się w Czechosłowacji a Górne w Polsce. W 1921 w Marklowicach Dolnych mieszkało 1141 osób w 130 domach. Po aneksji Zaolzia przez Polskę państwowa granica została na krótko zastąpiona wewnątrzpaństwową granicą powiatów frysztackiego (Dolne) i cieszyńskiego (Górne). Po drugiej wojnie światowej powróciła granica państwowa, zaś Marklowice Dolne w 1952 znalazły się w granicach administracyjnych Piotrowic koło Karwiny.

## Wójtowie
- 1864-1866 Józef Baranek[4]
- 1897-1904 Bernard Adamecki[5]